# Mlokorejo
Mlokorejo is een bestuurslaag in het regentschap Jember van de provincie Oost-Java, Indonesië. Mlokorejo telt 10.291 inwoners (volkstelling 2010).